# Ken Production
Ken Production (賢プロダクション Ken Purodakushon?) es una agencia japonesa de representantes de seiyūs, fundada por el veterano seiyū Kenji Utsumi el 1 de junio de 1981.

## Seiyūs afiliados
- Atsushi Abe

*[Hatanaka Tasuku
- Kei Hayami
- Akiko Hiramatsu
- Yūya Hozumi
- Hyo-sei
- Minoru Inaba
- Yuka Inokuchi
- Shizuka Itō
- Yukiko Iwai
- Yūko Kaida
- Mika Kanai
- Masayuki Katou
- Shinji Kawada
- Suzuna Kinoshita
- Reiko Kiuchi
- Nobuyuki Kobushi
- Katsuyuki Konishi
- Yoichi Masukawa
- Megumi Matsumoto
- Hitomi Nabatame
- Naomi Nagasawa
- Toshihiko Nakajima
- Wasabi Mizuta
- Michiko Nomura
- Yoshino Ohtori
- Akane Ōmae
- Mitsuki Saiga
- Ai Satō
- Tomoyuki Shimura
- Fuyumi Shiraishi
- Chiharu Suzuka
- Kurumi Takase
- Kishō Taniyama
- Tsubasa Yonaga
- Satsuki Yukino
- Hiro Yuki
- Koki Harasawa
- Yū Hayashi
- Tomoyuki Higuchi
- Kazuya Ichijou
- You Kitazawa
- Tsuguo Mogami
- Kazuhiro Nakata
- Takashi Ohara
- Takuya Sato
- Rikako Aida
- Asako Dodo
- Ayumi Fujimura
- Akane Fujita
- Mai Goto
- Hitomi
- Shizuka Ito
- Miyako Ito
- Shiho Kokido
- Yoshiko Matsumura
- Yuka Nishigaki
- Haruka Shimazaki
- Yū Shimamura
- Rie Suegara
- Hiroko Suzuki
- Shoko Tsuda
- Noriko Ueda

## Antiguos afiliados
- Hirotaka Suzuoki (fallecido)
- Kenji Utsumi (fundador) (fallecido)